# Riepe (Vahlde)
Riepe ist ein Ortsteil der Gemeinde Vahlde im Landkreis Rotenburg (Wümme) in Niedersachsen.

## Geographie
Riepe liegt drei Kilometer nordwestlich von Vahlde und drei Kilometer östlich von Lauenbrück direkt südlich der Bahnstrecke Bremen-Hamburg. Der Ort bildet eine durch die Gemeinde Lauenbrück vom restlichen Gemeindegebiet getrennte Exklave. Den Ort quert der Rieper Reithbach sowie der Rieper Forstgraben. Nordwestlich liegt das Naturschutzgebiet Kinderberg und Stellbachniederung.

## Geschichte
- Im Jahr 1754 wurde drei Kilometer nördlich des Ortes die Moorleiche aus dem Rieper Moor gefunden.
- Für das Jahr 1848 wird angegeben, dass Riepe zur Bauerschaft Vahlde gehöre und über sieben Häuser mit 42 Einwohnern verfüge.[1]
- Riepe ist bekannt für seine Disco Padam.

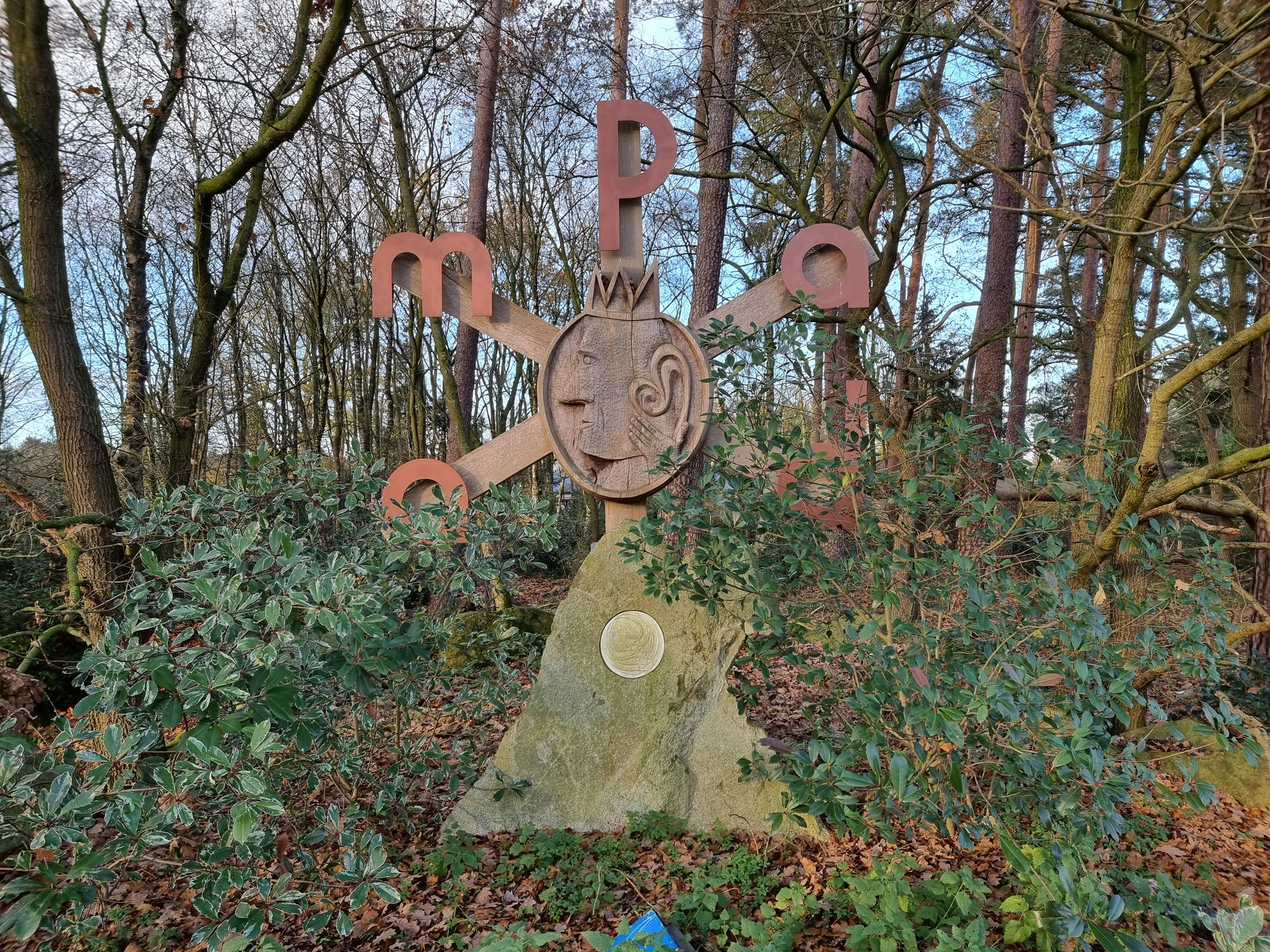
Der Königliche Stein am Padam in Riepe